# نوربرت گیومبر
نوربرت گیومبر (انگلیسی: Norbert Gyömbér؛ زادهٔ ۳ ژوئیهٔ ۱۹۹۲) بازیکن فوتبال اهل اسلواکی است.
از باشگاه‌هایی که در آن بازی کرده‌است می‌توان به باشگاه فوتبال کاتانیا، باشگاه فوتبال دلفینو پسکارا، باشگاه فوتبال پروجا، و باشگاه فوتبال آ.اس. رم اشاره کرد.
وی همچنین در تیم‌های ملی فوتبال زیر ۲۱ سال اسلواکی، و اسلواکی بازی کرده‌است.